# Alberto Arnoldi
Alberto Arnoldi (más változat szerint di Arnoldo) 14. századi itáliai építőmester és szobrász, aki Firenzében élt. A firenzei Loggia del Bigallo valószínűleg az ő tervei szerint épült a század közepén, és 1358 körül a dóm építésének a munkálatait is ő irányította.

## Fordítás
- Ez a szócikk részben vagy egészben  az   Alberto Arnoldi című angol Wikipédia-szócikk ezen változatának fordításán alapul.  Az eredeti cikk szerkesztőit annak laptörténete sorolja fel. Ez a jelzés csupán a megfogalmazás eredetét és a szerzői jogokat jelzi, nem szolgál a cikkben szereplő információk forrásmegjelöléseként.

1. ↑  Benezit Dictionary of Artists (angol nyelven). Benezit művészeti lexikon (Oxford) . Oxford University Press, 2006